# Evangelische Kirche (Alfter)

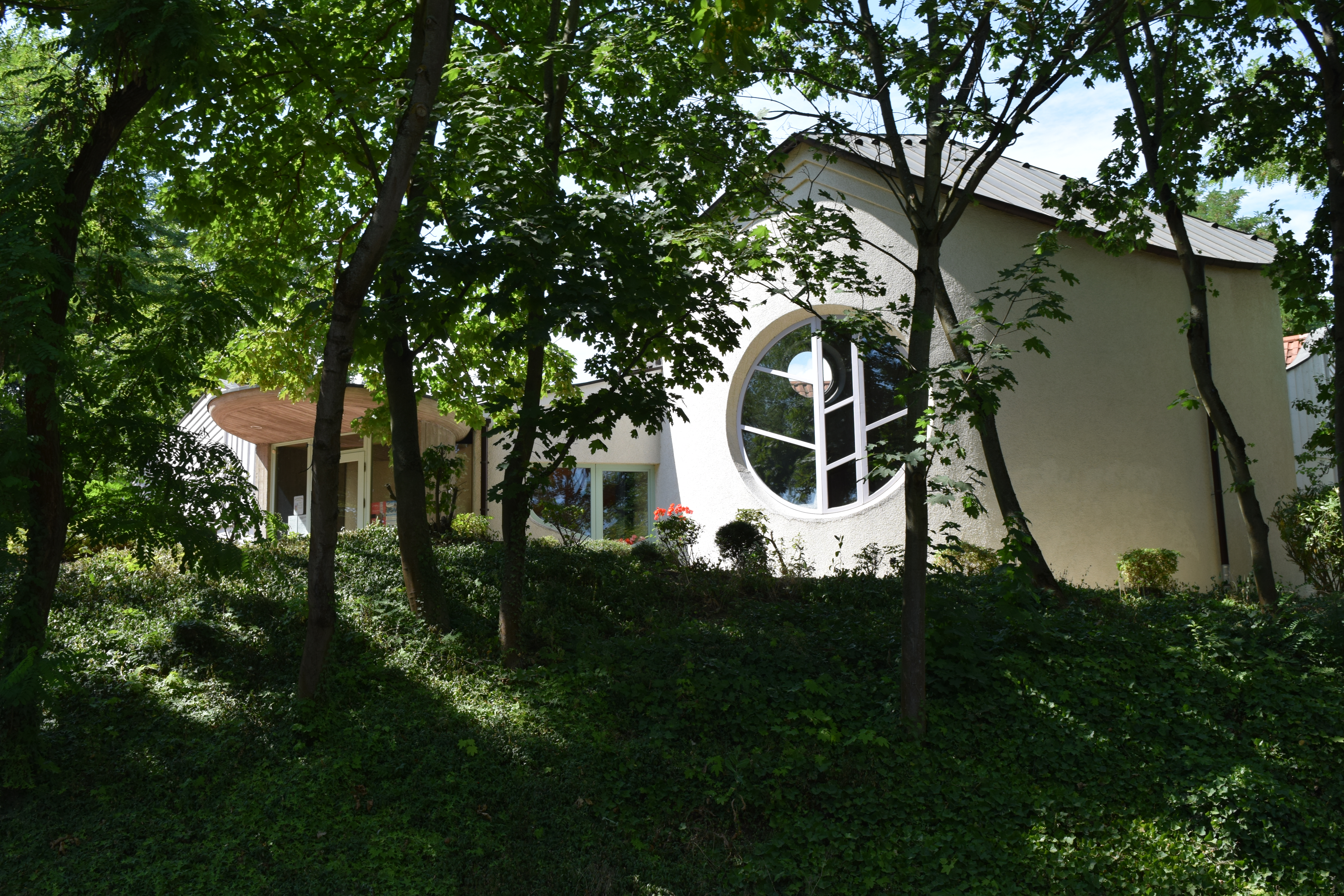
Blick auf die Kirche von der Anna-Schule

Die Evangelische Kirche am Herrenwingert (früher: Evangelisches Gemeindezentrum Alfter Am Herrenwingert) ist ein Kirchengebäude in der Gemeinde Alfter. Sie gehört zur Evangelischen Kirchengemeinde Vorgebirge im Kirchenkreis Bonn der Evangelischen Kirche im Rheinland.

## Lage
Die Kirche liegt an der Straße Am Herrenwingert 1 (Ecke Schloßweg) in Alfter. Sie liegt damit im Ortszentrum in einer Linie mit der katholischen Pfarrkirche St. Matthäus und dem Schloss. Jenseits der Straße Am Herrenwingert befindet sich die Anna-Schule (Grundschule) mit der 2023 neu gebauten Kultur- und Sporthalle der Ortschaft. Im Schloßweg liegen zwei Kindertagesstätten und die Vorgebirgsschule in unmittelbarer Nachbarschaft.

## Geschichte

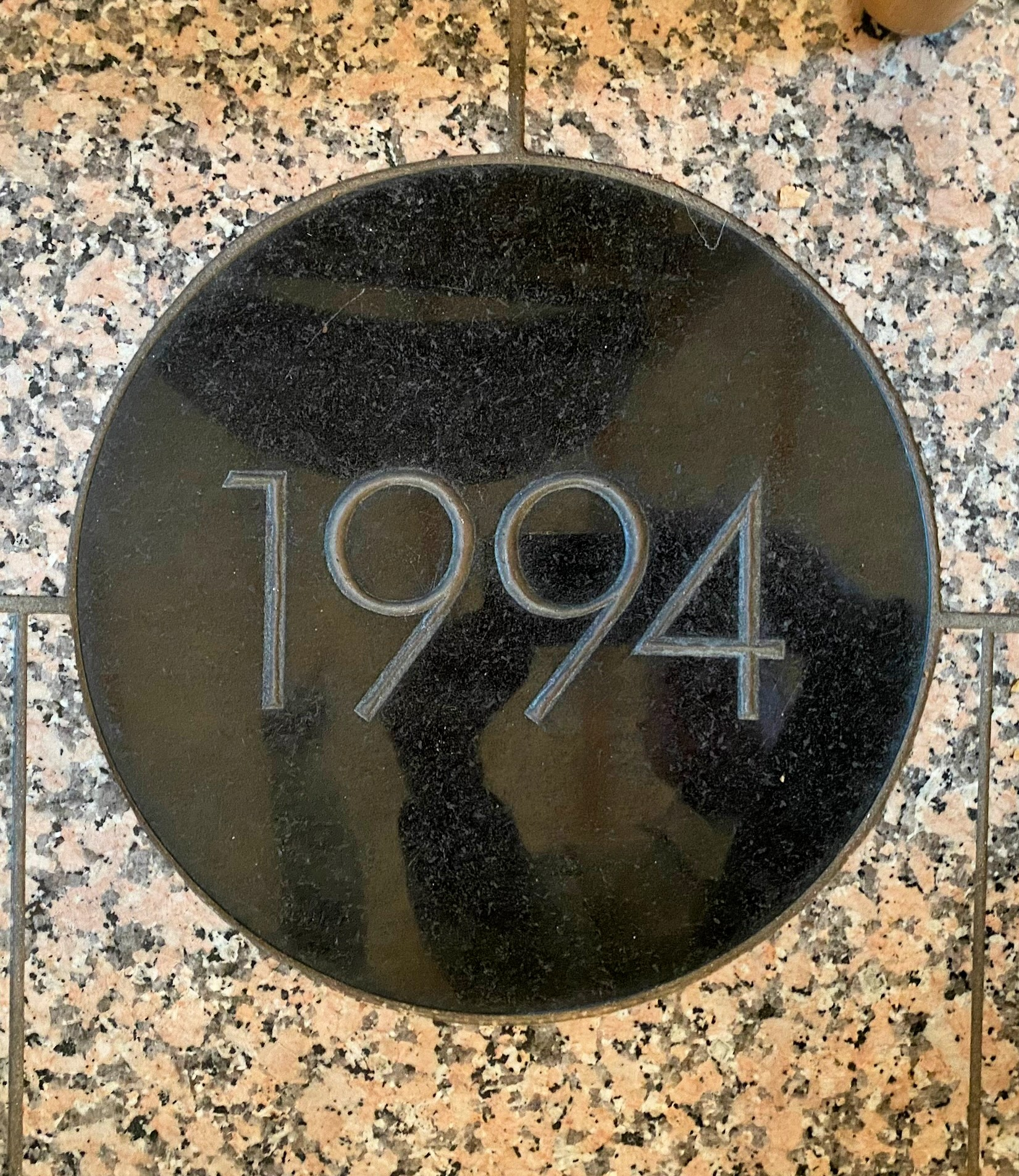
Abdeckung des „Grundsteins“ (Urne)

Evangelische Christen waren in Alfter rar, erst nach dem Zweiten Weltkrieg kamen mit den Ostflüchtlingen vermehrt evangelischen Christen in den Ort. Gottesdienste fanden zunächst in Bornheim, später im katholischen Jugendheim (heute: Haus der Alfterer Geschichte) hinter der Pfarrkirche St. Matthäus statt. In den Jahren 1986 bis 1996 stellte die katholische Pfarrgemeinde den evangelischen Christen von Alfter die St. Matthäus-Kirche für einen monatlichen Gottesdienst zur Verfügung.
Immer wieder gab es Überlegungen für ein eigenes Gemeindezentrum in Alfter für Gottesdienste, Konfirmandenarbeit, für Schüler, Senioren und Jugendliche, die insbesondere durch Pfarrer Adalbert Geduhn vorangetrieben wurden. Am 11. Februar 1993 entschied sich das Presbyterium für die Konzeption des Architekten Frank-Rüdiger Hildebrandt (Professor an der örtlichen Alanus Hochschule) mit zentralem Gruppenraum, drei kleineren Gruppenräumen, einer Küche und einer Sakristei.
Am 27. September 1994 erfolgte die Grundsteinlegung. Dabei versenkte der Bauleiter eine Urne mit Gründungsurkunde, spontan gesammelten Münzen, Gemeindebrief und einer Tageszeitung im Boden und verschloss das Loch mit einer Steinplatte, die heute im Kirchraum durch eine schwarze Granitplatte mit der eingravierten Jahreszahl 1994 abgedeckt ist. Am 9. März 1995 war Richtfest und am 17. März 1996 (Laetare) fand der Festgottesdienst zur feierlichen Einweihung statt.

## Architektur

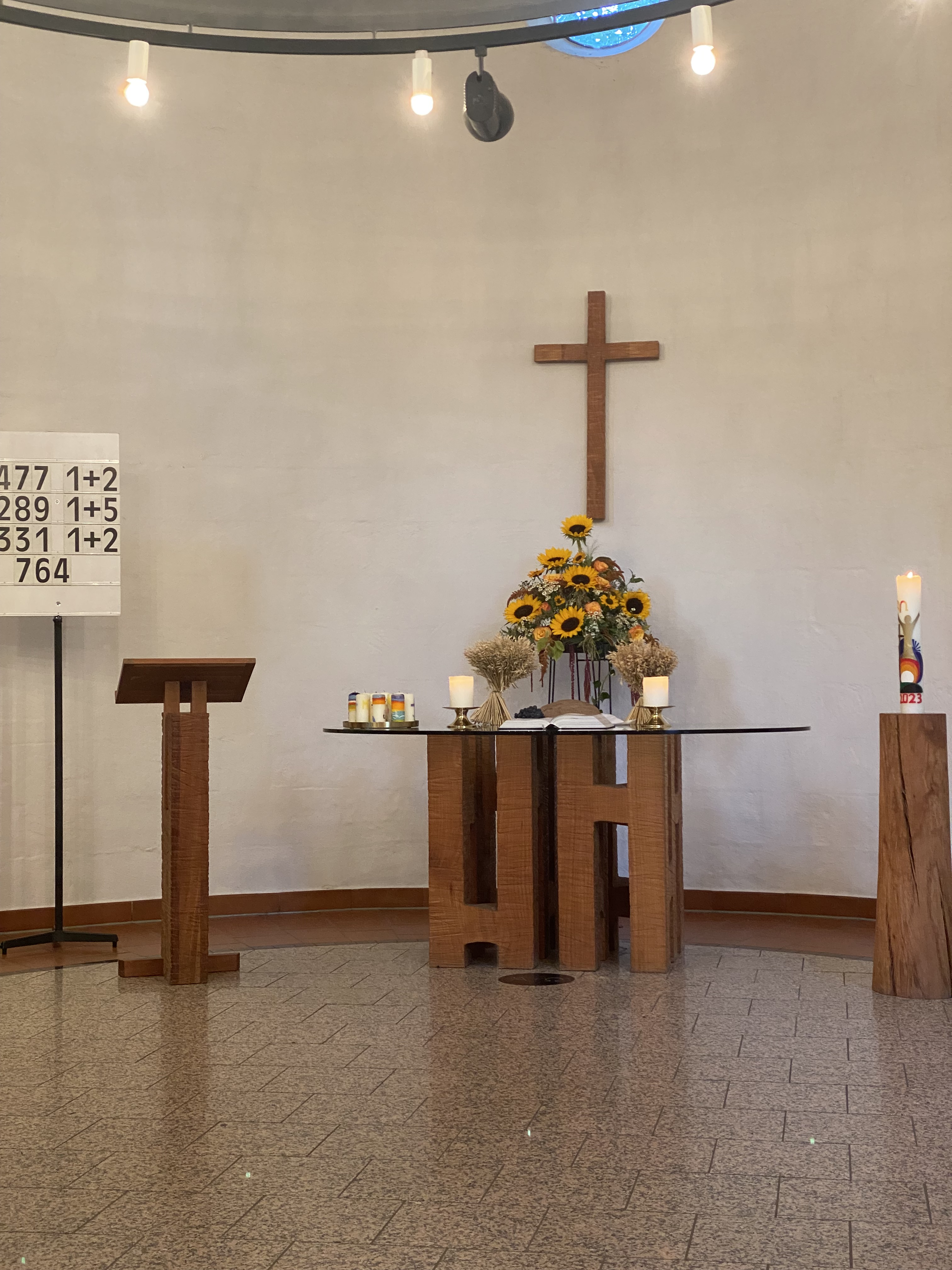
Ovaler Kirchraum

„Die Gestaltung des Kirchenbaus in Fortführung der Achse der dominanten Bauten von Pfarrkirche und Schloss stellte den Planer vor große Herausforderungen. Die neue Kirche besticht durch den gegliederten Rundbau mit drei Dachflächen und drei Giebeln, durch ihre geschwungenen Formen und die verwendeten Materialien. Der Grundriss bildet eine liegende Acht, deren kleine Schleife den ovalen Kirchenraum, das Zentrum der Gemeinde, bildet. Die große Schleife wird von dem offenen Platz in der Art eines Forums vor dem Kirchenbau gestaltet. Hier wendet sich sozusagen das Innere nach außen. Die Kirche öffnet sich zum Herrenwingert hin, zum Schloss und zur Katholischen Kirche.“

### Außenbeschreibung
Gegliederter Rundbau mit drei Dachflächen und drei Giebeln

### Innenbeschreibung
Im Inneren des Baues finden sich runde Formen wieder, der etwa 60 m² große religiöse Raum ist ein Oval, drei runde Fenster bringen Licht in den Raum. „Unser Raum bleibt zunächst farblos. Zwar haben alle Materialien ihre Farbnatur, doch bewusste farbige Tingierung kann Farbnatur in Farbkultur verwandeln. So bleibt eine schöne, künstlerischer Aufgabe für die Zukunft offen.“ (Frank-Rüdiger Hildebrandt: )

## Orgel

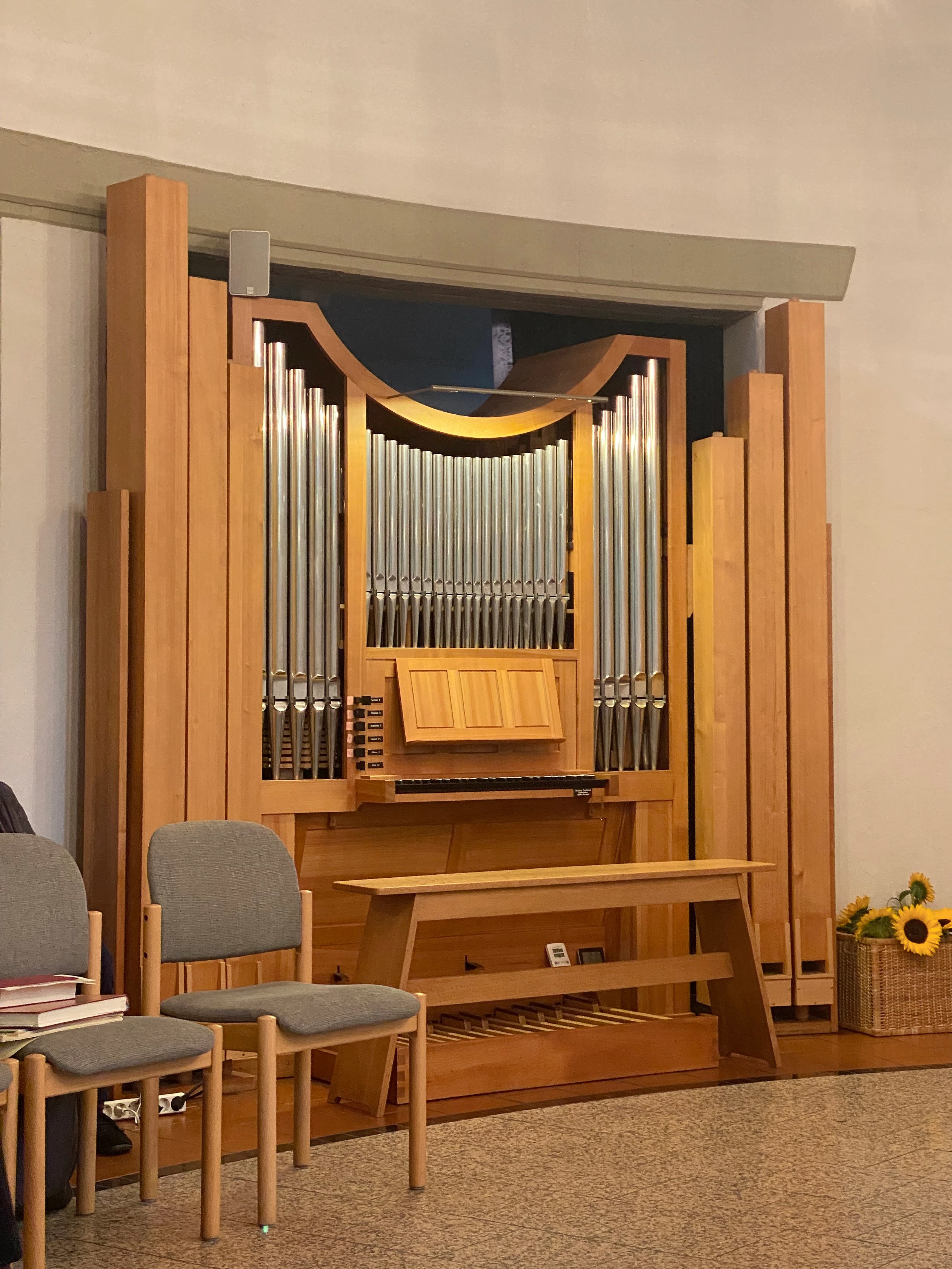
Tzschöckel-Orgel

Das Instrument wurde 2005 als Opus 372 in der Werkstatt der Firma Orgelbau Tzschöckel in Althütte-Fautspach gebaut. In einem Gehäuse aus massivem Kirschenholz stehen folgende Register (Orgeldisposition):
| Manual C–g3 |            |                                          |
| Gedeckt     | 8′         | tragende Grund- und Begleitstimme        |
| Principal   | 4′         | füllendes, weich singendes Grundregister |
| Rohrflöte   | 4′         | helle, freche Flötenstimme               |
| Quinte      | 2 2/3′     | dunkel färbende Quintreihe               |
| Oktave      | 2′         | strahlende Klangkrone                    |
| Terz I      | 3/5′ ab b° | stark färbendes Obertonregister          |

| Pedal C–d1 |     |                                |
| Subbass    | 16′ | fundamentgebendes Bassregister |

## Glocken
Die Kirche verfügt nicht über ein Geläut. Beim Bau der Kirche hat man sich einstimmig gegen einen Glockenturm entschieden, der als Konkurrenz zum Ovalbau gesehen wurde. In der Entwurfsphase hatte man zwei Holzstelen vorgesehen, die freischwingende Glocken tragen sollten.

## Nutzung
Die Kirche am Herrenwingert ist Veranstaltungsort und Gottesdienstraum für die evangelischen Christen in der Ortschaft Alfter. Sie ist ein Ort für Kunst und Kultur, dies ist auch im Leitbild der Gemeinde festgehalten.

## Seelsorge
Die Evangelische Kirche am Herrenwingert gehört zur Evangelischen Kirchengemeinde Vorgebirge. Sie verfügt über eine halbe Pastorenstelle.
| Name               | von  | bis  |
| ------------------ | ---- | ---- |
| Margitta Kruppa    | 1999 | 2003 |
| Susanne Back-Bauer | 2003 | 2013 |
| Henriette Crüwell  | 2014 | 2014 |
| Rafael Fermor      | 2015 | 2022 |
| Michael Verhey     | 2023 | –    |

## Förderverein
Schon vor Baubeginn der Kirche gründete sich am 25. September 1993 der Förderverein Evangelisches Gemeindezentrum Alfter. Ziel des Fördervereins ist es, die nötige Grundlage zu schaffen, um Pflege und Erhalt finanziell und ideell zu unterstützen.